# Джасмані Кампос
Джасмані Кампос (ісп. Jhasmani Campos; нар. 10 травня 1988, Санта-Крус-де-ла-Сьєрра) — болівійський футболіст, фланговий півзахисник.
Виступав, зокрема, за клуб «Орієнте Петролеро», а також національну збірну Болівії.

## Клубна кар'єра
Народився 10 травня 1988 року в місті Санта-Крус-де-ла-Сьєрра. Вихованець юнацьких команд футбольних клубів Академії Тауічи та «Греміо».
У дорослому футболі дебютував 2006 року виступами за команду клубу «Орієнте Петролеро», в якій провів п'ять сезонів, взявши участь у 137 матчах чемпіонату. Більшість часу, проведеного у складі «Орієнте Петролеро», був основним гравцем команди.
Згодом з 2011 по 2014 рік грав у складі клубу «Болівар».
Сезон 2014 року перебував в оренді, зокрема грав за «Аль-Муайдар» та «Аль-Оруба» (Ель-Джауф).
У 2015 повернувся до «Болівару», але решту сезону 2015/16 провів у складі кувейтського клубу «Казма».
До складу клубу «Спорт Бойз» приєднався 2016 року.

## Виступи за збірні
2007 року залучався до складу молодіжної збірної Болівії. На молодіжному рівні зіграв у 4 офіційних матчах, забив 2 голи.
2007 року дебютував в офіційних матчах у складі національної збірної Болівії. Наразі провів у формі головної команди країни 36 матчів, забивши 3 голи.
У складі збірної був учасником Кубка Америки 2007 року у Венесуелі, Кубка Америки 2011 року в Аргентині, Кубка Америки 2015 року у Чилі, Кубка Америки 2016 року в США.